# Józef Kowalczyk (1948–2000)
Józef Karol Kowalczyk (ur. 4 grudnia 1948 w Olesznie, zm. 30 sierpnia 2000 w Szczecinie) – polski polityk, poseł na Sejm X i I kadencji.

## Życiorys
Syn Jana i Marianny. Ukończył w 1966 Technikum Górnicze w Łaziskach Górnych. Po odbyciu zasadniczej służby wojskowej rozpoczął pracę zawodową w Zarządzie Portu Szczecin jako operator sprzętu zmechanizowanego. Należał do Niezależnego Samorządnego Związku Zawodowego „Solidarność”.
Sprawował mandat posła na Sejm X kadencji z listy Komitetu Obywatelskiego w okręgu szczecińskim. W trakcie kadencji wstąpił do Unii Demokratycznej, zasiadał w Komisji Stosunków Gospodarczych z Zagranicą i Gospodarki Morskiej i w dwóch komisjach nadzwyczajnych. W 1991 uzyskał reelekcję z listy UD w okręgu szczecińskim. W połowie lat 90. wycofał się z polityki. Pracował jako dyspozytor w Zarządzie Portu Szczecin-Świnoujście.
W 1984 otrzymał Srebrny Krzyż Zasługi. W 2019 prezydent RP Andrzej Duda pośmiertnie odznaczył go Krzyżem Kawalerskim Orderu Odrodzenia Polski.
Pochowany na cmentarzu Centralnym w Szczecinie.